# Kfz-Kennzeichen (Andorra)
Das derzeitige Kennzeichensystem der Kraftfahrzeuge in Andorra wurde am 15. September 1951 eingeführt. Es wurde seitdem mehrfach leicht modifiziert.

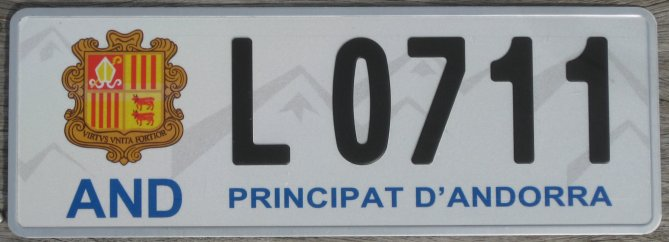
Aktuelles Kfz-Kennzeichen von Andorra

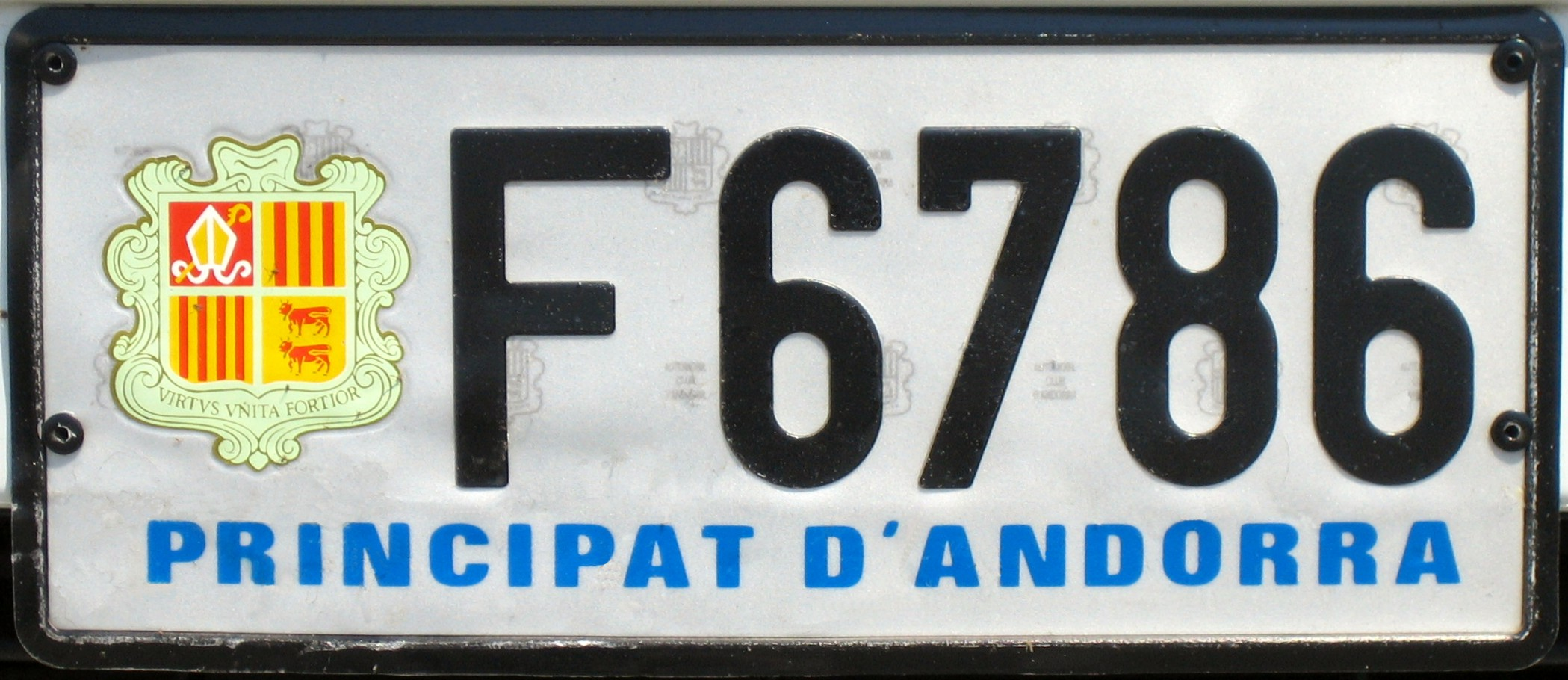
Kfz-Kennzeichen bis 2011

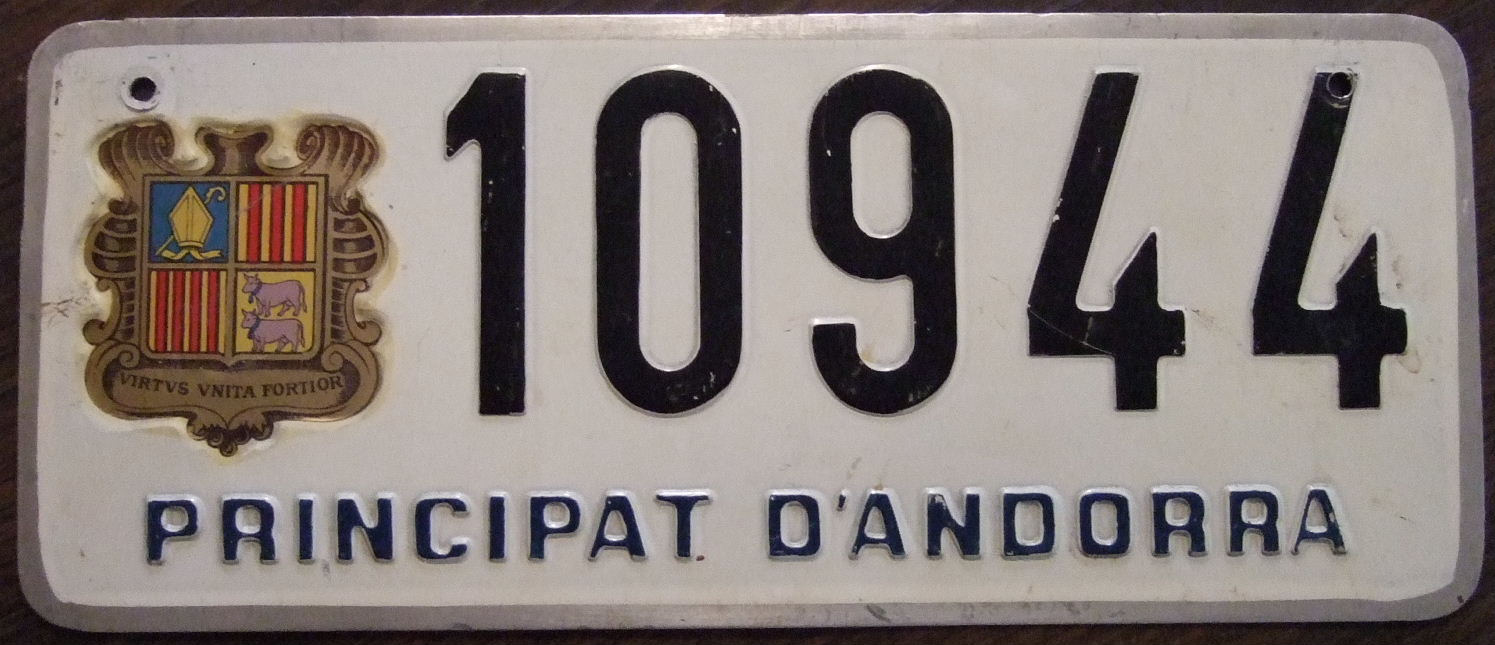
Kennzeichen aus den 1970er Jahren

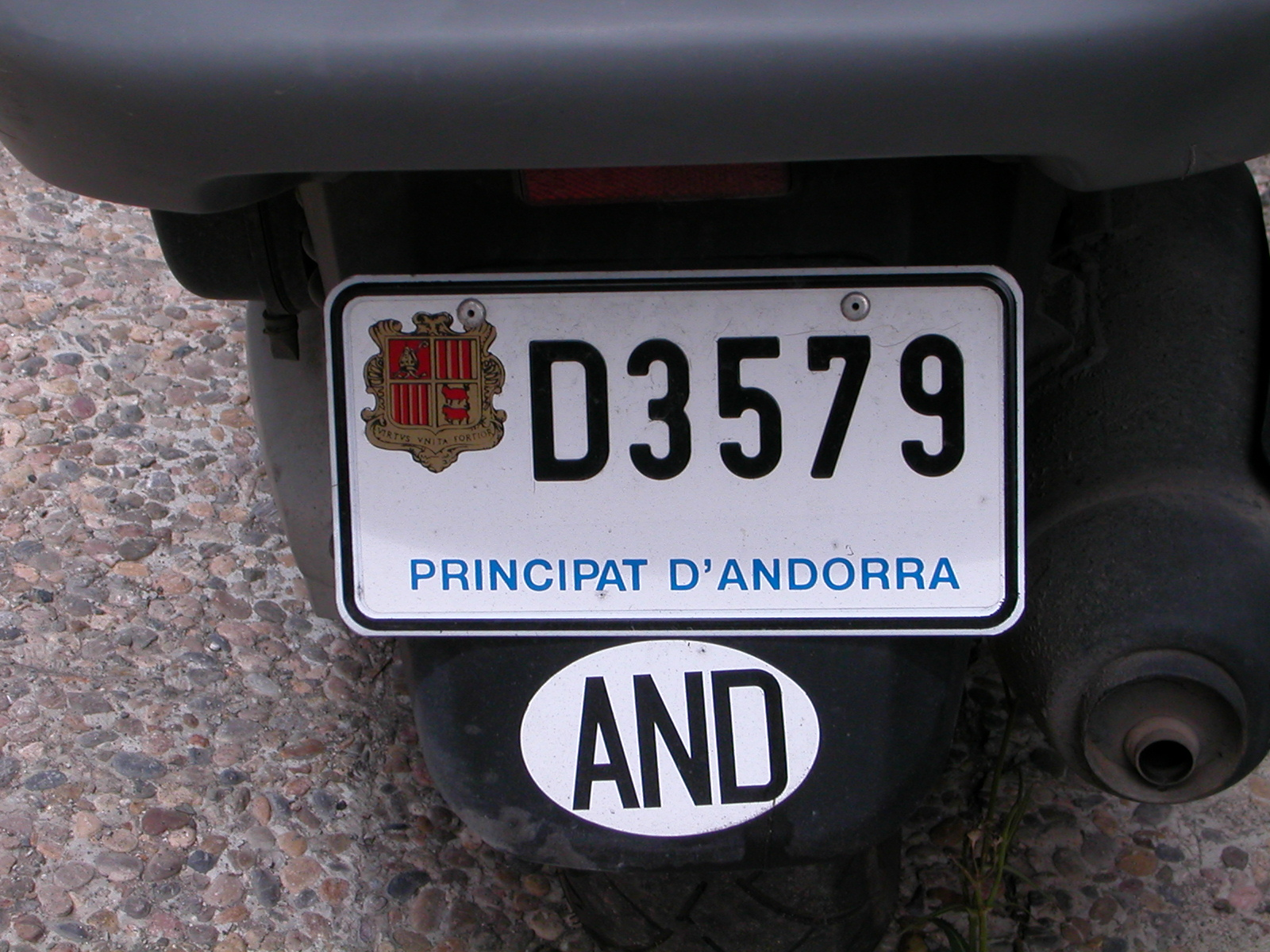
Kennzeichen für Zweiräder mit Nationalitätszeichen

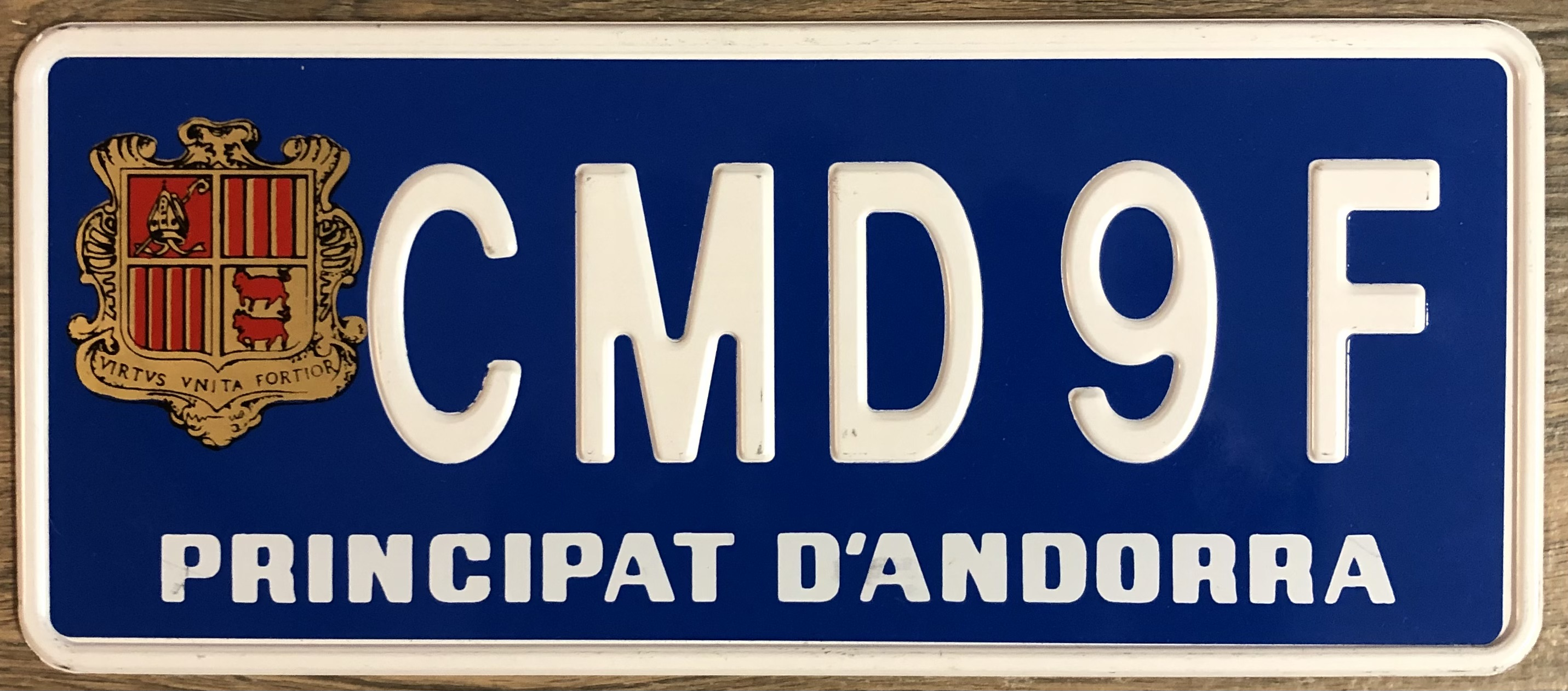
Diplomatenkennzeichen Botschafter, F=Frankreich

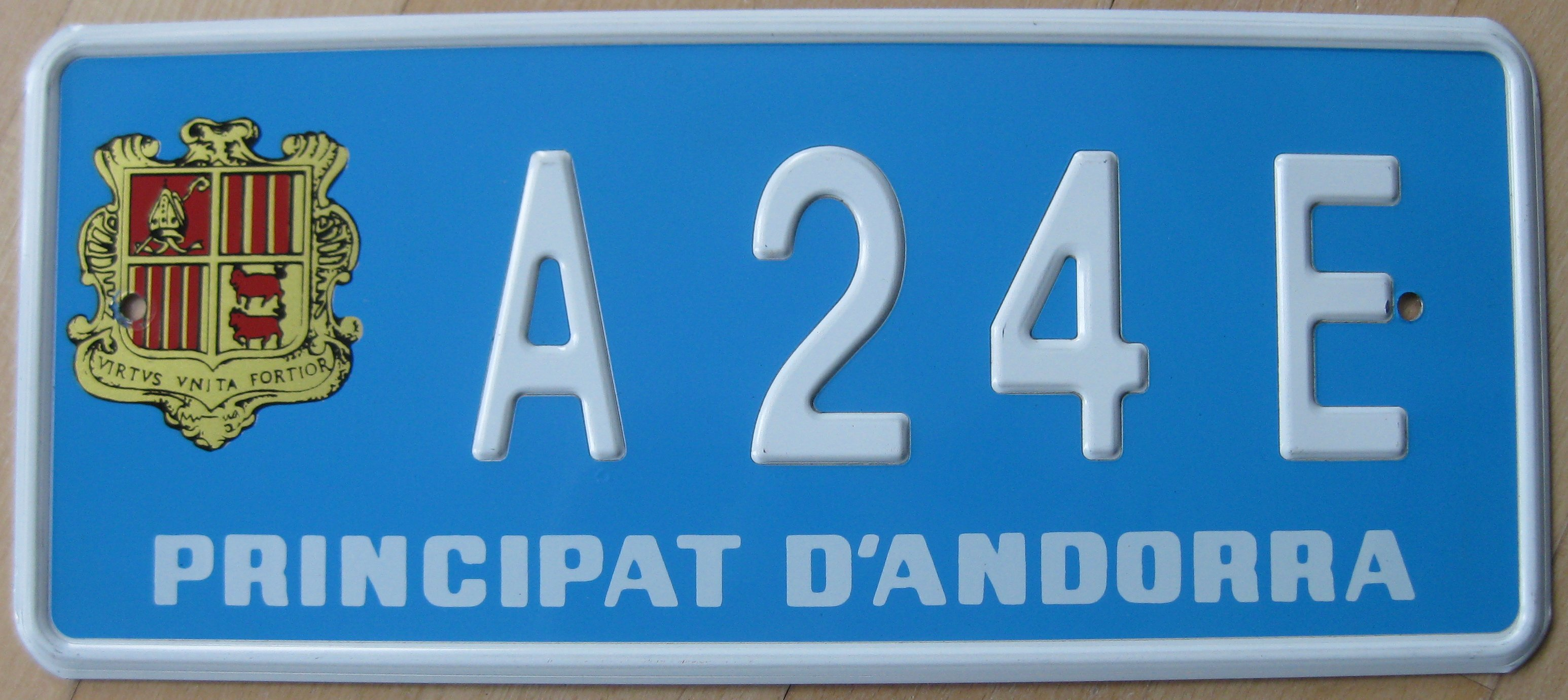
Diplomatenkennzeichen Botschaftspersonal, E=Spanien

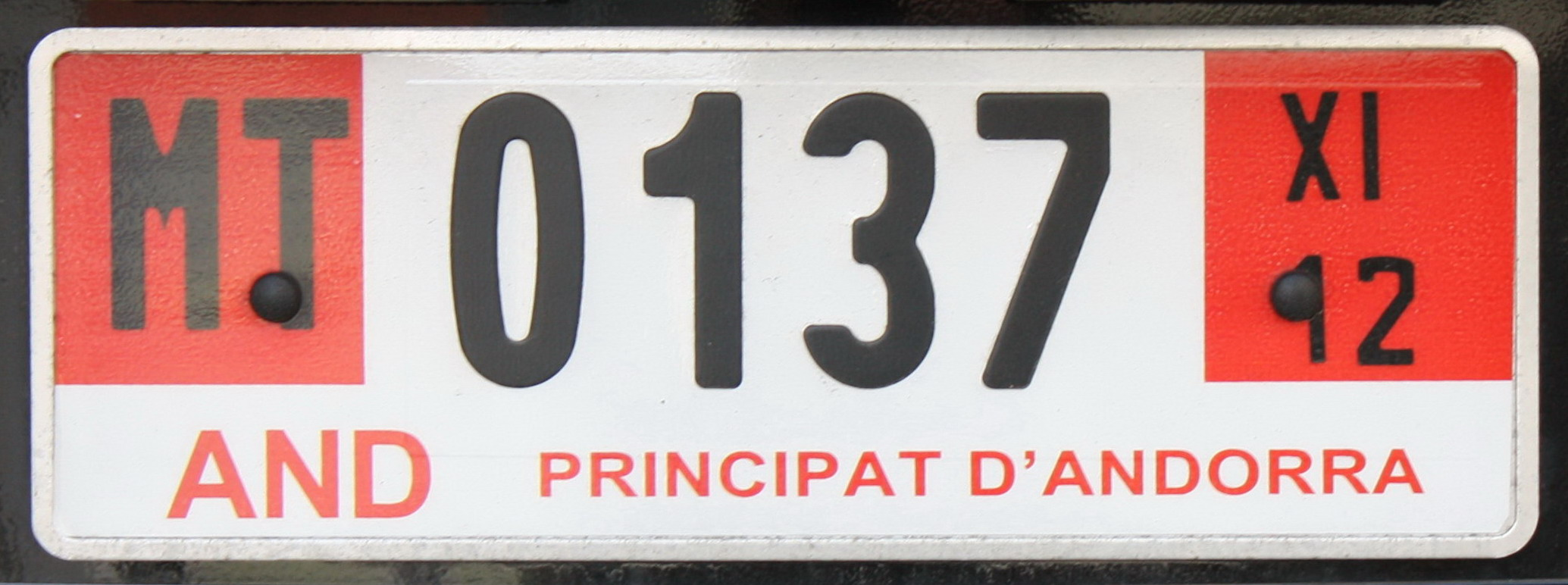
Kurzzeitkennzeichen

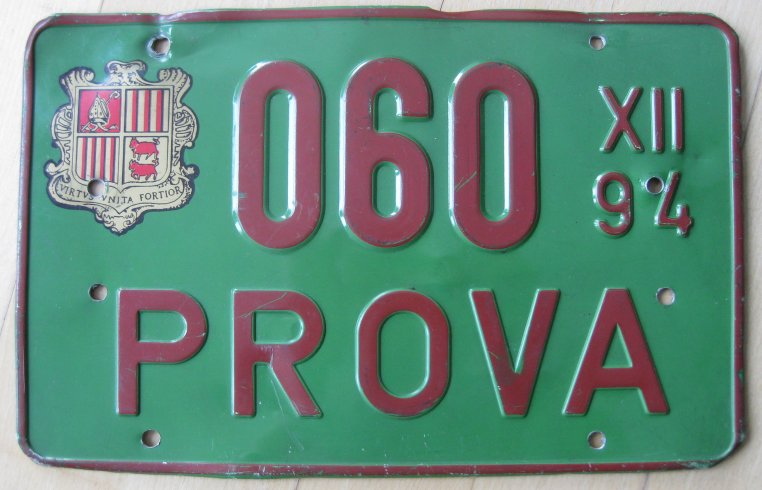
Nummernschild für Probefahrten aus dem Jahre 1994

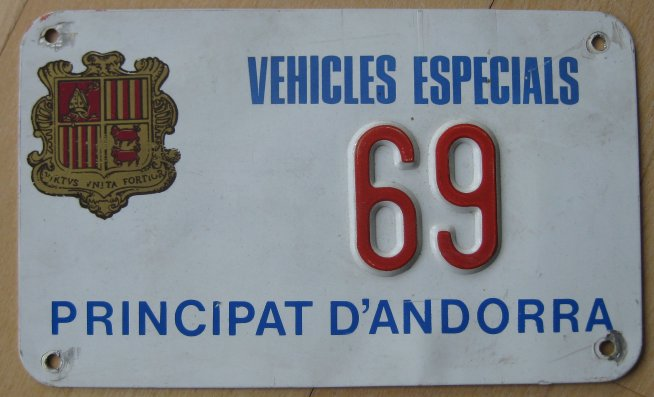
Spezialfahrzeug (z. B. Quad) alte Serie

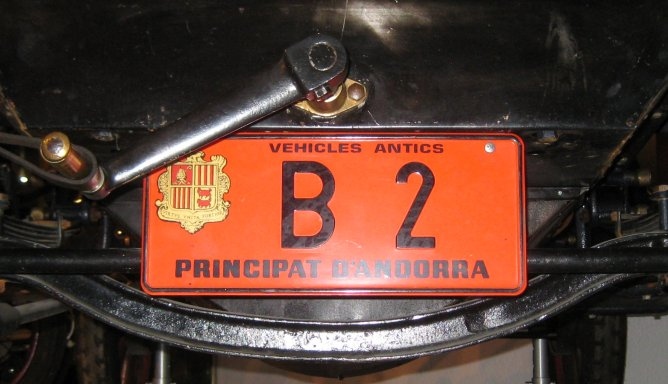
Oldtimer-Nummernschild

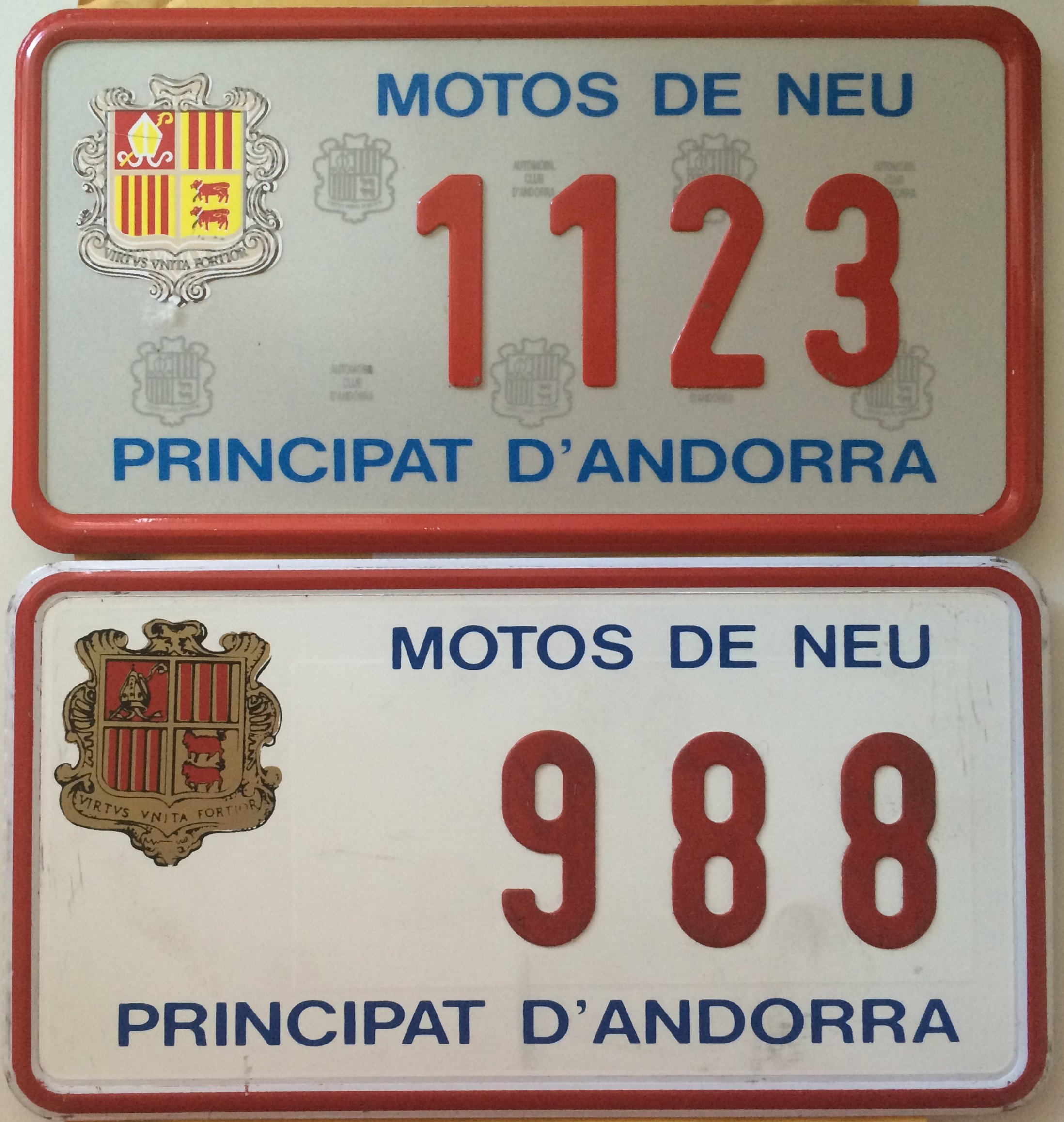
Snowmobil-Nummernschilder (neue und alte Serie)

## Aussehen der Kennzeichen
Die Kennzeichen tragen links das Wappen des Fürstentums. Sie haben einen weißen Untergrund mit schwarzen Ziffern und Buchstaben:
- Bis etwa Oktober 1970 gab es nur bis zu vier Ziffern.
- Bis zum 30. November 1989 kamen fünf Ziffern auf den neu zugeteilten Kennzeichen vor.
- Seitdem gibt es Kennzeichen mit einem Buchstaben und vier Ziffern.
- 1998 wurde die Darstellung des Wappens leicht verändert.
- 2011 wurden das Nationalitätszeichen AND unter dem Wappen zugefügt und das Layout wurde überarbeitet.[1]
- Am 30. Oktober 2014 wurde ein Gesetz beschlossen, das die Möglichkeit, ein Wunschkennzeichen zu erhalten, einführt. Die Ausgabe dieser Schilder wird gegen zusätzliche Gebühren zwischen 300 und 6.000 Euro vorgenommen. Möglich sind zwei Buchstaben und drei Ziffern (300 Euro), drei Buchstaben und zwei Ziffern (500 Euro), vier Buchstaben und eine Ziffer (1.000 Euro) sowie fünf Buchstaben (3.000 Euro) oder weniger als fünf Buchstaben (6.000 Euro).[2]

Am unteren Rand steht bis 1962 in schwarzer, seitdem in blauer Schrift PRINCIPAT D’ANDORRA (katalanisch „Fürstentum Andorra“).

Diplomatenkennzeichen besitzen blauen Hintergrund und weiße Aufschrift. Sie zeigen zu Beginn die Buchstaben CMD für den Botschafter, CD für weitere Diplomaten oder A für Verwaltungspersonal. Der letzte Buchstabe steht für das Entsendeland: E=Spanien, F=Frankreich und P=Portugal.
Für kurzzeitige Zulassungen werden Schilder mit je einem roten Quadrat am linken und rechten Rand benutzt. Im linken Viereck befinden sich die Buchstaben MT für matrícula temporal, das rechte zeigt die Gültigkeit. Der Landesname erscheint in roter Schrift am unteren Rand, das Wappen fehlt. 
Für historische Fahrzeuge werden Kennzeichen mit schwarzer Schrift auf rotem Grund ausgegeben. Nummernschilder für Probefahrten zeigen einen grünen Hintergrund, Aufschrift und Rand sind in roter Farbe gehalten. Zudem zeigt das Schild die Aufschrift PROVA. Des Weiteren werden spezielle Kennzeichen für Schneemobile und anderweitige Spezialfahrzeuge vergeben.

## Übersichtstabellen

### Normale Serie

#### Kennzeichen mit bis zu fünf Ziffern
| Datum              | Buchstaben und Ziffern |
| ------------------ | ---------------------- |
| 15. September 1951 | 1                      |
| 31. Dezember 1955  | 924                    |
| 31. Dezember 1960  | 2353                   |
| 31. Dezember 1965  | 5908                   |
| 31. Dezember 1970  | 10192                  |
| 31. Dezember 1975  | 17997                  |
| 31. Dezember 1980  | 29320                  |
| 31. Dezember 1985  | 41819                  |
| 30. November 1989  | 57439                  |

Das Kennzeichen mit der Nummer 57439 wurde als letztes rein numerisches Kennzeichen am 30. November 1989 in Andorra zugelassen.

#### Kennzeichen mit einem Buchstaben und vier Ziffern
| Datum             | Buchstaben und Ziffern |
| ----------------- | ---------------------- |
| 1. Dezember 1989  | A 0001                 |
| 31. Dezember 1990 | A 5454                 |
| 31. Dezember 1995 | C 4595                 |
| 31. Dezember 2000 | E 5071                 |
| 31. Dezember 2005 | H 5313                 |
| 31. Dezember 2006 | J 1102                 |
| 31. Dezember 2007 | J 5740                 |
| 31. Dezember 2010 | K 4493                 |
| 31. Dezember 2015 | L 7678                 |
| 31. Dezember 2018 | N 0336                 |

### Kennzeichen für Motorräder
Für die Motorräder wurden Kennzeichenserien bereitgehalten. Bei der Serie mit einem Buchstaben und vier Ziffern erhielten die Motorräder z. B. ab dem 15. Juni 2006 die Serie von H 9501 bis H 9800, ab dem 6. September 2006 die Serie von J 0501 bis J 0700 und ab dem 11. Dezember 2006 die Serie von J 1501 bis J 1700.